# Belgrade Open 2024
Il Belgrade Open 2024 è stato un torneo di tennis giocato su campi in cemento indoor facente parte della categoria ATP Tour 250 nell'ambito dell'ATP Tour 2024. È stata la 2ª edizione del torneo, organizzato in sostituzione del torneo di Gijón. Si è giocato dal 3 al 9 novembre 2024 alla Belgrade Arena di Belgrado, in Serbia.

## Partecipanti al singolare

### Teste di serie
| Nazione     | Giocatore               | Ranking* | Testa di serie |
| ----------- | ----------------------- | -------- | -------------- |
| Australia   | Alex de Minaur          | 10       | 1              |
| Stati Uniti | Tommy Paul              | 12       | 2              |
| Argentina   | Francisco Cerúndolo     | 29       | 3              |
| Rep. Ceca   | Jiří Lehečka            | 30       | 4              |
| Portogallo  | Nuno Borges             | 34       | 5              |
| Stati Uniti | Brandon Nakashima       | 35       | 6              |
| Argentina   | Tomás Martín Etcheverry | 40       | 7              |
| Italia      | Luciano Darderi         | 43       | 8              |
| Argentina   | Mariano Navone          | 45       | 9              |

* Ranking al 28 ottobre 2024.

### Altri partecipanti
I seguenti giocatori hanno ricevuto una wildcard per il tabellone principale:
- Laslo Đere
- Hamad Međedović
- Stan Wawrinka

Il seguente giocatore è entrato in tabellone con il ranking protetto:
- Marin Čilić

I seguenti giocatori sono passati dalle qualificazioni:

- Denis Shapovalov
- Branko Đurić
- Márton Fucsovics
- Lukáš Klein

Il seguente giocatore è entrato in tabellone come lucky loser:
- Duje Ajduković

### Ritiri
Prima del torneo
- Sebastián Báez → sostituito da  Miomir Kecmanović
- Flavio Cobolli → sostituito da  Aleksandar Kovacevic
- Alex de Minaur → sostituito da  Duje Ajduković
- Tallon Griekspoor → sostituito da  Dušan Lajović
- Tomáš Macháč → sostituito da  Pavel Kotov
- Lorenzo Musetti → sostituito da  Shang Juncheng
- Tommy Paul → sostituito da  Daniel Altmaier
- Alejandro Tabilo → sostituito da  Alexandre Müller
- Frances Tiafoe → sostituito da  James Duckworth

## Partecipanti al doppio

### Teste di serie
| Nazione     | Giocatore     | Nazione     | Giocatore        | Ranking* | Testa di serie |
| ----------- | ------------- | ----------- | ---------------- | -------- | -------------- |
| Regno Unito | Jamie Murray  | Australia   | John Peers       | 70       | 1              |
| Francia     | Sadio Doumbia | Francia     | Fabien Reboul    | 71       | 2              |
| Uruguay     | Ariel Behar   | Stati Uniti | Robert Galloway  | 82       | 3              |
| Croazia     | Ivan Dodig    | Tunisia     | Skander Mansouri | 86       | 4              |

* Ranking al 28 ottobre 2024.

### Altri partecipanti
Le seguenti coppie di giocatori hanno ricevuto una wildcard per il tabellone principale:
- Branko Đurić /  Marko Maksimović
- Miomir Kecmanović /  Hamad Međedović

La seguente coppia di giocatori è entrata in tabellone come alternate:
- Tomás Martín Etcheverry /  Thiago Agustín Tirante

### Ritiri
Prima del torneo
- Harri Heliövaara /  Henry Patten → sostituiti da  Gonzalo Escobar /  Diego Hidalgo
- Miomir Kecmanović /  Hamad Međedović → sostituiti da  Tomás Martín Etcheverry /  Thiago Agustín Tirante
- Wesley Koolhof /  Nikola Mektić → sostituiti da  Petr Nouza /  Patrik Rikl
- Nathaniel Lammons /  Jackson Withrow → sostituiti da  Jonathan Eysseric /  Alexandre Müller
- Max Purcell /  Jordan Thompson → sostituiti da  Ivan Sabanov /  Matej Sabanov

## Punti
| Evento    | V   | F   | SF  | QF | 2T   | 1T | Q    | Q2   | Q1   |
| Singolare | 250 | 165 | 100 | 50 | 25   | 0  | 13   | 7    | 0    |
| Doppio    | 250 | 150 | 90  | 45 | N.D. | 0  | N.D. | N.D. | N.D. |

## Montepremi
| Evento    | V        | F        | SF       | QF       | 2T       | 1T      | Q2      | Q1      |
| Singolare | 88 125 € | 51 400 € | 30 220 € | 17 510 € | 10 165 € | 6 215 € | 3 105 € | 1 695 € |
| Doppio*   | 30 610 € | 16 380 € | 9 600 €  | 5 370 €  | N.D.     | 3 160 € | N.D.    | N.D.    |

*per team

## Campioni

### Singolare
Denis Shapovalov ha sconfitto in finale  Hamad Međedović con il punteggio di 6-4, 6-4.
• È il secondo titolo in carriera per Shapovalov, il primo in stagione.

### Doppio
Jamie Murray /  John Peers hanno sconfitto in finale  Ivan Dodig /  Skander Mansouri con il punteggio di 3-6, 7-6(5), [11-9].